# Bis wir uns wiederseh’n
Bis wir uns wiederseh’n (Arbeitstitel: Pamela) ist ein deutscher Spielfilm aus dem Jahr 1952 unter der Regie von Gustav Ucicky.  Zum ersten Mal trifft hier das Traumpaar der 1950er Jahre Maria Schell und O. W. Fischer aufeinander.

## Handlung
In einem Hotel an der Schweizer Grenze trifft die junge Pamela Osten auf den ehemaligen Spielbankbesitzer Paul Mayhöfer. Durch kurze Andeutungen und Pamelas Reaktion auf das Wiedersehen, beginnt ihr Begleiter, Professor Stauffer, zu ahnen, dass Mayhöfer eine besondere Rolle im Leben der jungen Frau einnimmt.
Paul Mayhöfer hatte Pamela einst finanziell ausgeholfen, als sie die für einen Umzug angeheuerten Transportarbeiter nicht bezahlen konnte. Als sie ihn später erneut um Unterstützung bat, um eine Pfändung abzuwenden, lehnte er eine abermalige Hilfe jedoch unwirsch ab. Eine Freundin vermittelte Pamela daraufhin eine Arbeit als Mannequin bei einer Modenschau, die auch Paul zusammen mit einer Freundin besuchte. Als Mayhöfer sich hinter der Bühne nach Pamela erkundigte und von ihrem Zusammenbruch erfuhr, löste das Sorge in ihm aus, obwohl er sich zu diesem Zeitpunkt noch nicht eingestehen wollte, dass er mehr für die zarte junge Frau empfand. Seiner Einladung, mit ihm einige Wochen am Comer See in Italien zu verbringen, folgte Pamela, obwohl Paul ihr vor Antritt der Reise klargemacht hatte, dass jede Zeit begrenzt sei und man, wenn es soweit sei, ohne Ansprüche wieder auseinandergehen werde. Die Zeit am Comer See war für beide ungewöhnlich schön. Gerade als Paul im Ort voller Vorfreude ein besonderes Schmuckstück für Pamela erstand, fiel sein Blick aus dem Fenster auf Pamela, die zusammen mit einem anderen Mann in einem Eiscafé saß.
Wieder zurück auf „ihrer“ einsam im See gelegenen Insel, bekam er von Pamela auf seine Frage, ob sie den ganzen Tag im Bett zugebracht habe, was sie verabredet hatten, da die junge Frau sich am Tag zuvor bei einem Segeltörn überanstrengt hatte, die Antwort, „ja“, das habe sie ihm doch versprochen. Dass Pamela in Wirklichkeit einen Arzt aufgesucht hatte, der ihr bestätigte, dass sie schwer lungenkrank sei und nur mit einer sofortigen Behandlung, Überlebenschancen habe, und der junge Mann, mit dem Paul sie gesehen hatte, sie mit seinem Boot nur aufs Festland gebracht hatte, behielt Pamela für sich. Damit wollte sie ihn nicht belasten. Paul trennte sich von Pamela, die daraufhin Vergessen in hektischer Betriebsamkeit suchte. Als sie nach einem wilden Tanz zusammenbrach, traf sie auf Professor Stauffer, der sich ihrer liebevoll annahm.
Auch Paul war – von Pamela unbemerkt – im Hotel, als sie so wild tanzte, ging aber vorzeitig. Als ein Kamerad aus Kriegstagen ihn kurz darauf, wie in der Vergangenheit bereits einmal versucht und abgelehnt, auf sein von ihm entwickeltes System der Beeinflussung einer Roulettekugel ansprach, ließ Paul sich auf ihn ein.
Nun – nachdem einige Zeit vergangen ist – sieht Pamela Paul in dem Hotel nahe der Schweizer Grenze wieder. Sie ist auf dem Weg in ein Sanatorium in der Schweiz. Im Autoradio hat Pamela davon gehört, dass Paul polizeilich wegen Falschspielerei gesucht wird. Es kommt zu einer Aussprache zwischen beiden, wobei sie sich gegenseitig versichern, sich von Anfang an geliebt zu haben.
Paul hat Hilfe von der Garderobiere des Hotels, Frau Wagner, erhalten, die ihm den Schlüssel für ein unbenutztes Zimmer im Personaltrakt gegeben hat, wo er sich bis zum nächsten Morgen verstecken soll. Frau Wagner ist die Mutter des Mannes, der ihn erst in diese Situation gebracht hat. Mit einem Krankenwagen, dessen Fahrer ihr noch einen Gefallen schuldig sei, soll Paul dann über die Grenze in die Schweiz transportiert werden. Paul erzählt Pamela davon, die glücklich ist, die ihr noch verbleibende Zeit mit dem Mann, den sie so sehr liebt, verbringen zu können. Es sei ja nur eine kurze Zeit, bis man sich dann endlich wiedersehe.
Bei dem Fluchtversuch kommt es jedoch zu einer Verkettung unglücklicher Umstände. Die Polizei ist Mayhöfers Komplize auf der Spur und stößt per Zufall auf Paul selbst. Als er sich der Festnahme widersetzt, indem er so tut, als wolle er eine Waffe ziehen, wird er erschossen. Pamela sieht wenig später, wie Paul auf einer Bahre zum Krankenwagen getragen wird. Sie geht davon aus, dass Pauls Plan aufgegangen ist und lächelt selig.

## Hintergrund
Die Dreharbeiten fanden im Juli 1952 in Bellagio am Comer See, im Spielsaal Bad Homburg vor der Höhe, in Guatemala-Stadt, in Slough, Grafschaft Berkshire in England, in Zweibrücken und im Filmatelier Göttingen statt. Produziert wurde der Film von Roxy Film GmbH & Co. KG (München). Die Bauten schufen Hans Ledersteger und Ernst Richter, die Produktionsleitung übernahmen Produzent Ludwig Waldleitner und Erwin Gitt.
Lieder im Film:
- Heut’ nacht an der blauen Lagune (Canzonetta) – Musik: Lothar Brühne, Text: Hans Fritz Beckmann, gesungen von Kurt Reimann
- Good bye, cherie …! – Musik: Paul Burkhard, Text: Hans Fritz Beckmann, gesungen von Kurt Reimann

Eigentlich sollte Dieter Borsche, der schon zuvor in zwei Filmen (Es kommt ein Tag und Dr. Holl) mit Maria Schell zusammengespielt hatte, auch hier wieder ihr Partner sein. Man wollte damit die äußerst erfolgreiche und lukrative Filmarbeit mit dem vom Publikum geliebten „Paar“ fortsetzen. Dieter Borsches Frau Uschi verhinderte dies jedoch. So wurde das Filmpaar Borsche/Schell durch das Traumpaar Fischer/Schell ersetzt. Acht gemeinsame Filme verbanden ihre Karrieren: Bis wir uns wiederseh’n, Der träumende Mund, Solange Du da bist, Tagebuch einer Verliebten, Napoleon, Das Riesenrad, Teerosen und Herbst in Lugano. Maria Schell äußerte sich über ihre gemeinsame Zusammenarbeit mit den Worten: «Unsere ganze Liebe floß in die Rollen, und das muss das Publikum gespürt haben. Wir wurden ein Liebespaar.»
Nachdem der Film vollendet war, schickte das Autorenpaar Sibelius/Keindorff sein ursprünglich verfasstes Drehbuch an die Filmkritiker, um sich von der gedrehten Endfassung des Films zu distanzieren. Das auch in den Augen von Schell/Fischer ursprünglich hervorragende Drehbuch, wurde von dem UFA-Veteran Gustav Ucicky umgeschrieben, und Schell/Fischer kritisierten das auch ganz offen. Doch ihre Einwände blieben unberücksichtigt.
Gustav Ucicky galt als typischer Vertreter des NS-propagandistischen UFA-Unterhaltungsfilms 1933–45, ein Spezialist für pathetische Dramen mit fragwürdiger Ideologie. Zwischen 1933 und 1945 war Ucicky neben Veit Harlan und Karl Ritter als besonders regimekonformer Filmregisseur aktiv.
Der Film wurde am 7. Oktober 1952 im Capitol in Berlin uraufgeführt. In Österreich  startete er im Dezember 1952.

## Kritik
In der Film- und Mode-Revue Nr. 16/1952 bezieht sich deren Kolumnistin Sybille auf die Schlussszene des Films und kommt dann insgesamt zu dem Urteil: Eine Szene von erschütternder, starker Eindringlichkeit! Bis wir uns wiederseh’n, eine Kammerspiel-Romanze in Moll, in der es beschwingte Szenen von sublimer Heiterkeit (zum Beispiel einen hinreißenden Walzer und Außenaufnahmen vom Lago Maggiore) neben anderen gibt, über denen der melancholische Zauber der Resignation liegt wie tödlicher Reif, verspricht, ein Film aus der Sonntagsschachtel zu werden: ein Film für jene, die unentwegt bereit sind, das rollende Zelluloidband als Kunstgattung anzuerkennen. Dazu singt ein schmelzender Tenor: „Heut’ nacht – an der blauen Lagune! Heut’ nacht – will ich warten im Mondenschein! Ach komm' zu der blauen Lagune! Ich will Dir gesteh’n, wie um Dich weint mein Herz …“
Ein weiterer Kritiker schrieb: „Maria Schells rührendes Gesicht, ihr ausdauerndes Madonnenlächeln und ihr fragiles Figürchen, zum zweitenmal im deutschen Film schon der Schwindsucht ausgesetzt, ist reizvoll zu betrachten.“ Dennoch, beim Publikum fiel Bis wir uns wiederseh’n durch. Einer der wenigen Flops von Luggi Waldleitners Roxy-Film.

„Erster gemeinsamer Leinwandauftritt des späteren Traumpaars des deutschen Films Schell/Fischer in einer trist-blutleeren Nachkriegsromanze gehobenerer Machart.“

„„Maria Schells rührendes Gesicht, ihr ausdauerndes Madonnenlächeln und ihr fragiles Figürchen (…) ist reizvoll zu betrachten“, schrieb ein Kritiker 1952. Der erste Film des Traumpaars Schell/Fischer geriet dennoch zum Kinoflop. Fazit: Deutsches Traumpaar in müdem Debüt.“